# In vitro

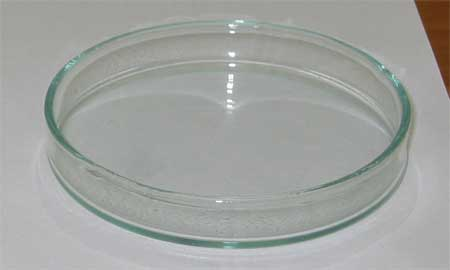
Una piastra di Petri, oggetto di vetreria largamente utilizzato per le osservazioni in vitro.

La locuzione latina in vitro, tradotta letteralmente, significa «sotto vetro». La locuzione è usata per indicare fenomeni biologici riprodotti in provetta e non nell'organismo vivente. Al contrario, se il fenomeno biologico si riproduce in un essere vivente, si dice "in vivo", mentre se si riproduce in una simulazione matematica al computer si dice "in silico". 
Nella ricerca scientifica, un'osservazione effettuata in vitro ha il vantaggio di permettere di analizzare un fenomeno singolo, isolandolo dal contesto che potrebbe creare un rumore di fondo troppo elevato per poter distinguere il fenomeno in maniera chiara. Spesso però un'osservazione in vivo rappresenta più fedelmente la realtà fattuale della fisiologia dell'organismo in esame.